# Guillaume Cecutti
Guillaume Cecutti, ou Guglielmo Cecutti, est un joueur de football français, né à Épinal le 20 octobre 1970 et mort le 8 avril 2010 dans la même ville, à l'âge de 39 ans.

## Biographie
Ce défenseur, mesurant 1,84 m pour 75 kg, passe la majorité de sa carrière au SAS Épinal. 
En 1994, il atteint avec le FC Sète les huitièmes de finale de la Coupe de France contre l'AJ Auxerre. 
En 1998, il dispute avec le club arménien du FC Erevan le tour préliminaire de la Ligue des champions contre le club du HJK Helsinki. 
Au total, il dispute 69 matchs en Ligue 2 (42 avec Épinal et 27 avec le SM Caen).
Père de deux enfants, il décède le 8 avril 2010 de la maladie de Charcot.

## Carrière
- 1985-1989 : SAS Épinal ( France)
- 1989-1992 : AS Nancy-Lorraine ( France)
- 1992-1994 : FC Sète ( France)
- 1994-1997 : SAS Épinal ( France)
- 1997-1998 : SM Caen ( France)
- 1998 : FC Erevan ( Arménie)
- 1998-2000 : Stade luçonnais ( France)
- 2000-2006 : SAS Épinal ( France)[2]